# Koerdistan Democratische Partij van Syrië
De Koerdistan Democratische Partij van Syrië (Kurmanji: Partiya Demokrat a Kurdistanê li Sûriyê, Sorani: پارتی دیموکراتی کوردستان سووری, Arabisch: حزب الديمقراطي کوردستان في سوريا), afgekort als KDPS, is een Koerdische Syrische politieke partij die opgericht werd in 1957 door Koerdische nationalisten. De partij heeft een hoofdkantoor in Hamburg, Duitsland en heeft verschillende takken in Frankrijk, het Verenigd Koninkrijk, Zweden en de Verenigde Staten.
Osman Sabri, Daham Miro en een aantal Koerdische politici hebben de Koerdistan Democratische Partij van Syrië opgericht in 1957. De doelen van de partij waren het verkrijgen van Koerdische culturele rechten, economische vooruitgang en democratische verandering. De KDPS werd nooit erkend door de Syrische overheid. Na beschuldigingen van separatisme en arrestaties van verschillende leiders van de KDPS in 1960, is de KDPS meer een ondergrondse organisatie geworden.
In de jaren 60 was de KDPS een verdeelde partij door verschillende splitsingen die hadden plaatsgevonden. In 1970 probeerde Mustafa Barzani de KDPS te herenigen door alle fracties uit te nodigen in Iraaks-Koerdistan. Hier werd Daham Miro als leider vande KDPS gekozen.